# Henryk Friedman
Pour les articles homonymes, voir Friedman.
Henryk Friedman est un joueur d'échecs polonais né en 1903 et mort en 1942.

## Biographie et carrière

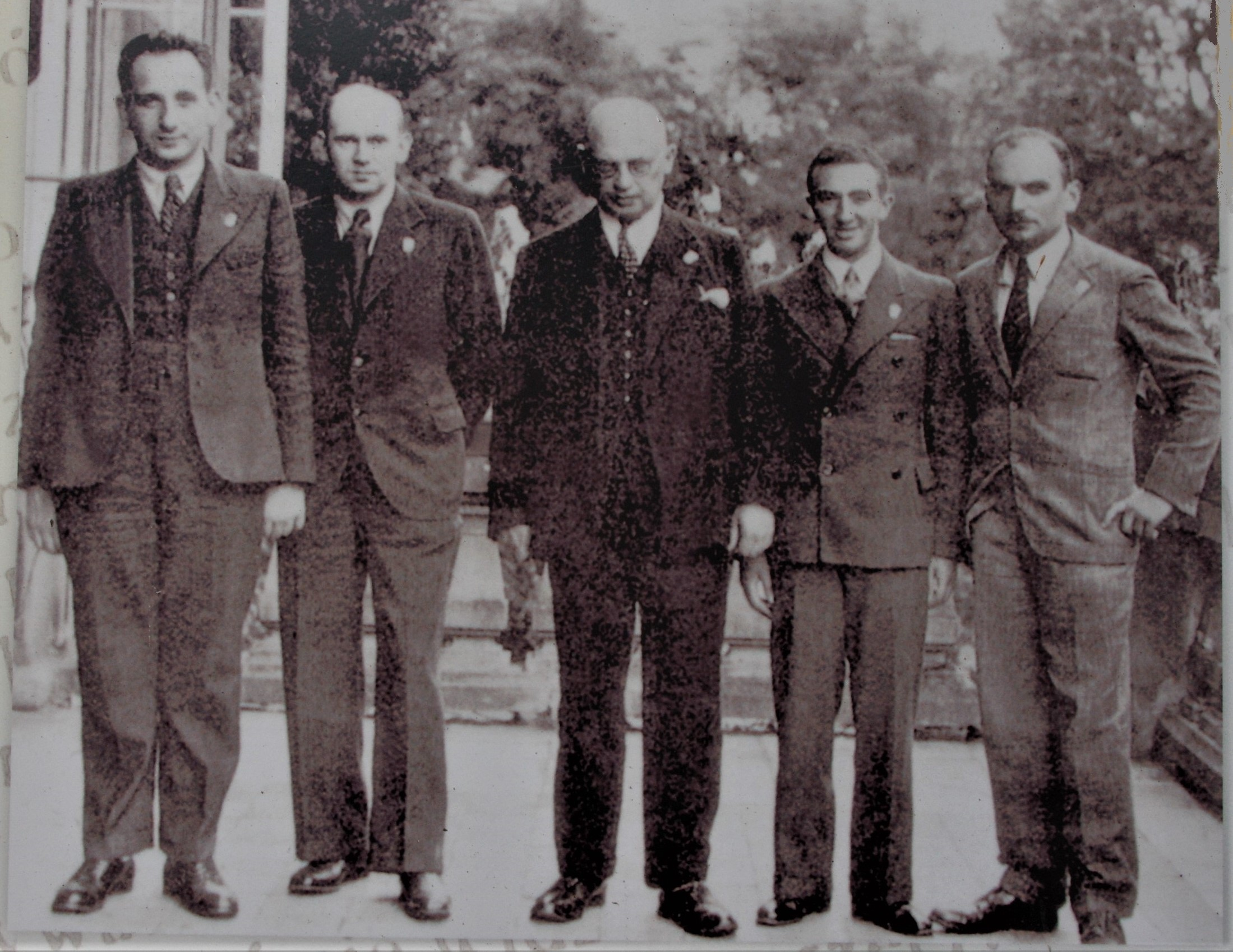
Lors de l'Olympiade d'échecs de 1935, l'équipe nationale polonaise a remporté la troisième place : Paulin Frydman, Henryk Friedman, Saawielly Tartakower, Mendel Mosze Najdorf, Kazimierz Makarczyk, 1935 - Fragment de l'exposition en plein air « Les sports juifs dans la Varsovie d'avant-guerre » Varsovie, 2013.

Friedman fut champion de Lviv de 1926 à 1934. Joueur d'échecs par correspondance, il représenta la Pologne lors de l'Olympiade par correspondance de 1934.
Il finit deuxième ex æquo du championnat de Pologne en 1935 (victoire de Xavier Tartakover devant Miguel Najdorf).
Henryk Friedman représenta la Pologne lors de l'Olympiade d'échecs de 1935 à Varsovie et remporta la médaille de bronze par équipe.
En 1936, il remporta le dix-neuvième mémorial Leopold Trebitsch à Vienne.
Lors de l'Olympiade d'échecs officieuse de 1936 disputée à Munich, il remporta la médaille d'argent par équipes et la médaille d'argent individuelle au cinquième échiquier avec 15,5 points sur 20 (onze victoires et neuf parties nulles).
Il meurt durant la Shoah.